# Elsie Ferguson
Elsie Ferguson, nata Elsie Louise Ferguson, (New York, 19 agosto 1883 – New London, 15 novembre 1961), è stata un'attrice statunitense.
Era soprannominata The Aristocrat of the Silent Screen.

## Biografia
Nata nel 1883 a New York, Elsie Ferguson era l'unica figlia di Hiram Benson Ferguson, un procuratore di successo. Cresciuta a Manhattan dove compì i suoi studi, cominciò a interessarsi al teatro, debuttando a diciassette anni nel corpo di ballo di una commedia musicale. In breve tempo, si conquistò la fama di essere una delle più belle donne del teatro americano.

## Spettacoli teatrali
- The Liberty Belles (Broadway, 30 settembre 1901)
- The Wild Rose (Broadway, 5 maggio 1902)
- The New Clown (Broadway, 25 agosto 1902)
- The Girl from Kay's (Broadway, 2 novembre 1903)
- The Second Fiddle (Broadway, 21 novembre 1904)
- Miss Dolly Dollars (Broadway, 4 settembre 1905)
- Julie Bonbon (Broadway, 1º gennaio 1906)
- Brigadier Gerard (Broadway, 5 novembre 1906)
- Pierre of the Plains (Broadway, 12 ottobre 1908)
- The Battle (Broadway, 21 dicembre 1908)
- Such a Little Queen (Broadway, 31 agosto 1908)
- Caste (Broadway, 25 aprile 1910)
- The First Lady in the Land (Broadway, 4 dicembre 1911)
- Rosedale (Broadway, 18 aprile 1913)
- Arizona (Broadway, 28 aprile 1913)
- The Strange Woman (Broadway, 17 novembre 1913)
- Outcast (Broadway, 2 novembre 1914)
- Margaret Schiller (Broadway, 31 gennaio 1916)
- The Merchant of Venice (Broadway, 8 maggio 1916)
- Shirley Kaye (Broadway, 25 dicembre 1916)
- Sacred and Profane Love (Broadway, 23 febbraio 1920)
- The Varying Shore (Broadway, 5 dicembre 1921)
- The Moon-Flower (Broadway, 25 febbraio 1924)
- She Stoops to Conquer, di Oliver Goldsmith (Broadway, 9 giugno 1924)
- Carnival (Broadway, 29 dicembre 1924)
- The Grand Duchess and the Waiter (Broadway, 13 ottobre 1925)
- The House of Women (Broadway, 3 ottobre 1927)
- Scarlet Pages (Broadway, 9 settembre 1929)
- Outrageous Fortune (Broadway, 3 novembre 1943)

## Filmografia
La filmografia è completa. Quando manca il nome del regista, questo non viene riportato nei titoli

### Attrice
- Fascino del deserto (Barbary Sheep), regia di Maurice Tourneur (1917)
- The Rise of Jenny Cushing, regia di Maurice Tourneur (1917)
- Rose of the World, regia di Maurice Tourneur (1918)
- The Song of Songs, regia di Joseph Kaufman (1918)
- The Lie, regia di J. Searle Dawley (1918)
- A Doll's House, regia di Maurice Tourneur (1918)
- The Danger Mark, regia di Hugh Ford (1918)
- Heart of the Wilds, regia di Marshall Neilan (1918)
- The Spirit That Wins (1918)
- Under the Greenwood Tree, regia di Emile Chautard (1918)
- His Parisian Wife, regia di Émile Chautard (1919)
- The Marriage Price, regia di Emile Chautard (1919)
- Eyes of the Soul, regia di Emile Chautard (1919)
- La valanga (The Avalanche), regia di George Fitzmaurice (1919)
- A Society Exile, regia di George Fitzmaurice (1919)
- The Witness for the Defense, regia di George Fitzmaurice (1919)
- Counterfeit, regia di George Fitzmaurice (1919)
- His House in Order, regia di Hugh Ford (1920)
- Lady Rose's Daughter, regia di Hugh Ford (1920)
- Sacred and Profane Love, regia di William Desmond Taylor (1921)
- La maschera di carne (Footlights), regia di John S. Robertson (1921)
- La vita è un sogno (Forever), regia di George Fitzmaurice (1921)
- Crepuscolo d'amore (Outcast), regia di Chester Withey (1922)
- The Unknown Lover, regia di Victor Halperin (1925)
- Scarlet Pages, regia di Ray Enright (1930)

### Apparizioni in film o documentari di Elsie Ferguson
- A Trip to Paramountown, regia di Jack Cunningham (1922)
- Broadway After Dark, regia di Monta Bell (1924)